# AeroVironment RQ-11 Raven
De AeroVironment RQ-11 Raven is een klein, op afstand bedienbaar onbemand luchtvaartuig dat is ontwikkeld voor het Amerikaanse leger, maar nu ook door krijgsmachten uit vele andere landen gebruikt wordt. Het vliegtuigje wordt onder meer gebruikt door het Joint ISTAR Commando, de inlichtingeneenheid van de Nederlandse krijgsmacht.